# Rețea arterială rotuliană
Rețeaua arterială rotuliană (anastomoză circulatorie în jurul articulației genunchiului, anastomoză rotuliană, anastomoză geniculară, rețea vasculară articulară a genunchiului  sau rete articulare genus  ) este o rețea complexă de vase de sânge în jurul și deasupra rotulei și pe capetele contigue ale femurului și tibiei, formând un plex superficial și unul profund.

## Anatomie
- Plexul superficial este situat între fascia și piele în jurul rotulei și formează trei arcuri bine definite: unul, deasupra marginii superioare a rotulei, în țesutul conjunctiv liber peste mușchiul cvadriceps femural; celelalte două, sub nivelul rotulei, sunt situate în grăsimea din spatele ligamentului patelar.
- Plexul profund, care formează o rețea strânsă de vase, se află pe capătul inferior al femurului și capătul superior al tibiei în jurul suprafețelor articulare și trimite numeroase ramuri în interiorul articulației.

Arterele care formează acest plex sunt arterele geniculare mediale inferioare și mediale superioare, arterele geniculare laterale inferioare și laterale superioare, artera geniculară descendentă, ramura descendentă a arterei circumflex femurale laterale și artera recurentă tibială anterioară.

## Semnificație clinică
Anastomoza geniculară asigură circulație colaterală vascularizând piciorul atunci când genunchiul este complet flexat. 
Când genunchiul suferă un anevrism popliteu, dacă artera femurală trebuie ligaturată chirurgical, sângele poate ajunge în continuare la artera poplitee distal de ligatură prin anastomoza geniculară.  Cu toate acestea, dacă fluxul în artera femurală a unui picior normal este întrerupt brusc, fluxul sanguin distal este rareori suficient. Motivul pentru aceasta este faptul că anastomoza geniculară este prezentă doar la o minoritate de indivizi și este întotdeauna nedezvoltată atunci când boala din artera femurală este absentă. 
Ilustrațiile anastomozei geniculare din manuale par să fi fost derivate din imaginea idealizată, prezentată în , produsă prima dată de Gray's Anatomy în 1910. Nici ilustrația din 1910, nici o versiune ulterioară, nu a fost făcută dintr-o disecție anatomică, ci mai degrabă din scrierile lui John Hunter (chirurg) și Astley Cooper care au descris anastomoza geniculară la mulți ani după ligarea arterei femurale pentru anevrismul popliteu .  Anastomoza geniculară nu a fost demonstrată nici cu tehnici moderne de imagistică, cum ar fi tomografia computerizată cu raze X sau angiografia .